# Tomoka Nishimura
Tomoka Nishimura (西村朝香, Nishimura Tomoka, née le 19 septembre 1986) est une guitariste japonaise. Elle débute en 1997 en tant qu'idole japonaise, membre d'une première version du groupe féminin de J-pop ZONE sous le nom de scène TOMOKA. Mais elle n'est pas retenue lorsque le groupe est réduit à quatre membres en 1999 pour ses premières sorties de disques. En 2001, elle participe à un autre groupe plus confidentiel : Chuel's. Fin 2003, elle est rappelée pour remplacer la guitariste TAKAYO (Takayo Ōkoshi) qui quitte ZONE en plein succès. Le groupe se sépare en 2005, et elle essaie de continuer en solo, toujours représentée par l'agence d'artiste de ZONE, aux côtés de ses ex-collègues Miyu Nagase et Maiko Sakae (avec son groupe MARIA). Elle participe à la reformation de ZONE en août 2011, mais annonce peu après en octobre suivant l'arrêt de sa carrière musicale pour des raisons de santé et quitte le groupe.